# Francesco Contarini
Francesco Contarini (Venezia, 28 novembre 1556 – Venezia, 6 dicembre 1624) fu il 95º doge della Repubblica di Venezia dall'8 settembre 1623 fino alla sua morte.
Figlio di Bertucci e Laura Dolfin, uomo di indiscusso valore ed elogiato persino dai nemici, regnò solo per 14 mesi (di cui gli ultimi sei fu malato) e quindi il suo dogato non è molto importante nella storia della città lagunare.

## Biografia

### Infanzia ed educazione
Rimasto orfano in tenera età con altri due fratelli, il Contarini ebbe la fortuna d'appartenere ad una ricchissima famiglia e di potersi permettere una notevole istruzione di studi classici a Padova assieme ai fratelli.

### Carriera diplomatica
Amante dei viaggi si dedicò alla carriera diplomatica: per dieci volte fu ambasciatore ordinario ostraordinario presso varie corti italiane ed europee, sempre operando con onore, impressionando tutti i sovrani presso i quali andò. Enrico IV lo fece cavaliere. Non si era sposato ed era molto religioso, ma sempre in linea con la posizione autonomia dello stato veneziano nei confronti della Chiesa.
Uomo di raffinata cultura era anche pratico ed era noto per anteporre l'interesse dello stato al proprio.

### Dogato

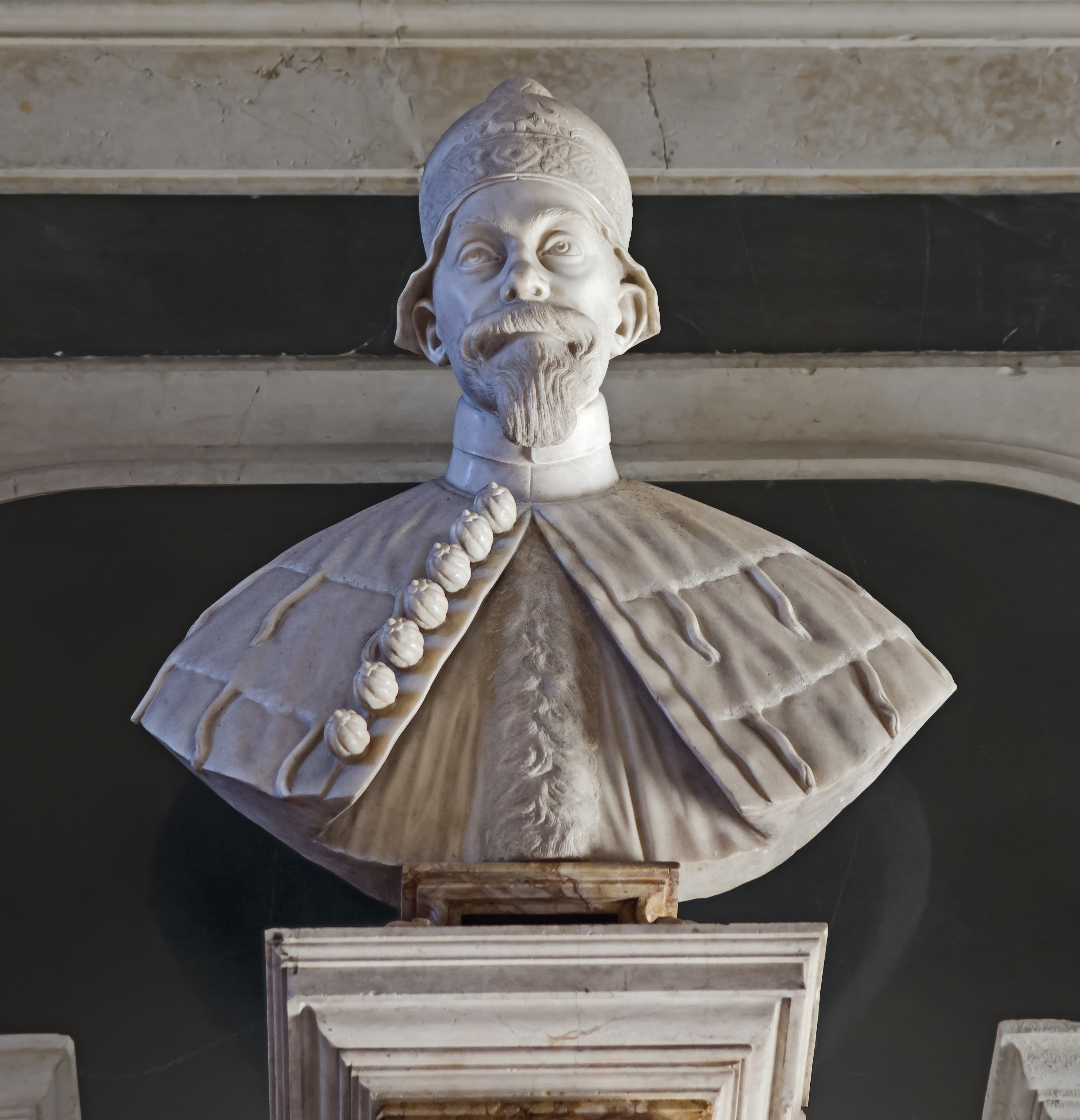
Un busto del doge Francesco Contarini a San Francesco della Vigna

Il Contarini in realtà non desiderava proprio l'alta carica che gli fu destinata l'8 settembre 1623 ma venne costretto ad accettare quando, dopo ben ottantuno scrutini, non si riuscì a trovare nessun concorrente. Curiosamente molti membri della sua famiglia che salirono al dogato non lo desideravano affatto ma furono costretti dalle circostanze.
Nonostante quell'imposizione egli non dovette compiere grandi imprese come i suoi antenati; partecipò a molte feste, come ormai era consuetudine per i dogi a quei tempi, e si limitò alla pubblica amministrazione. La guerra di Valtellina proseguì senza novità e già dal giugno 1624 iniziò a star male: pur non vecchissimo forse i doveri di governo lo debilitarono e peggiorò rapidamente.

### Morte
Il 6 dicembre 1624 Francesco Contarini morì, senza aver potuto incidere come voleva lui sull'andamento dello stato. Venne sepolto nella chiesa di San Francesco della Vigna.
Nella Sala dello Scrutinio di Palazzo Ducale un suo ritratto reca un cartiglio con una scritta in latino che recita: "Principatum solo virtutis admiratione sponte obtulit patria, MDCXXIIII. (La patria gli consegnò volentieri il governo mossa unicamente dall'ammirazione del suo valore, 1624)."

## Galleria d'immagini

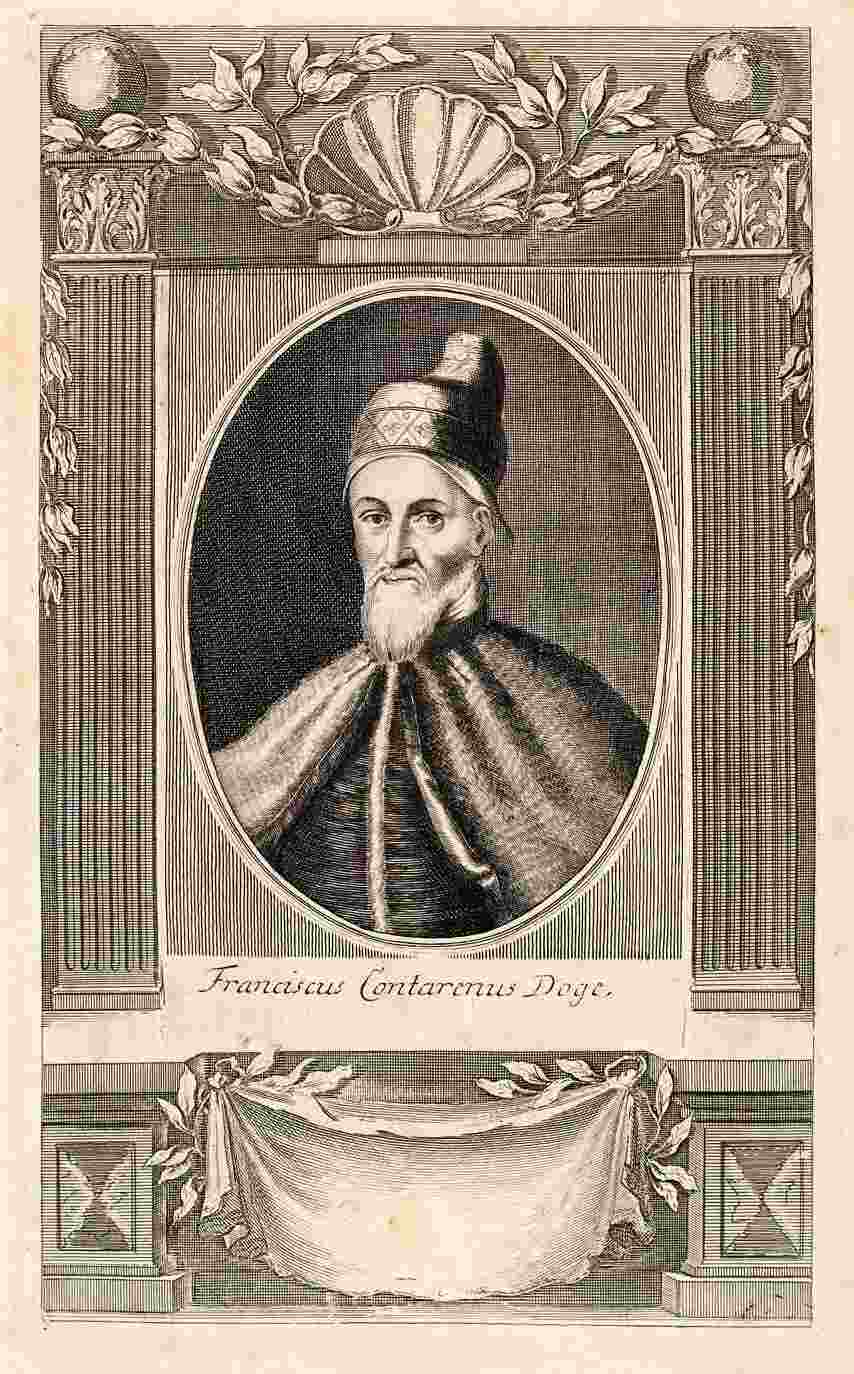
Doge Francesco Contarini, incisione
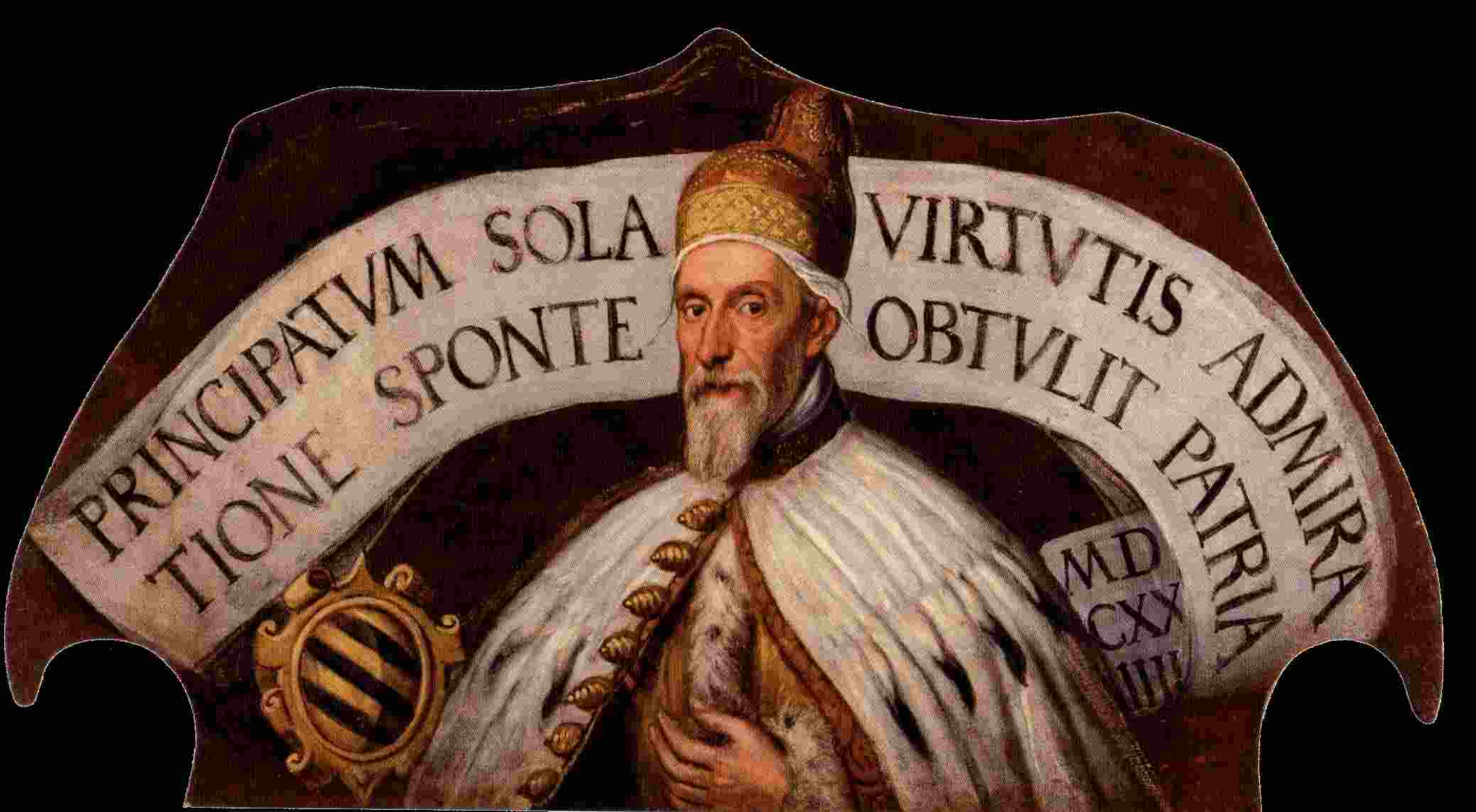
Doge Francesco Contarini, Sala dello Scrutinio
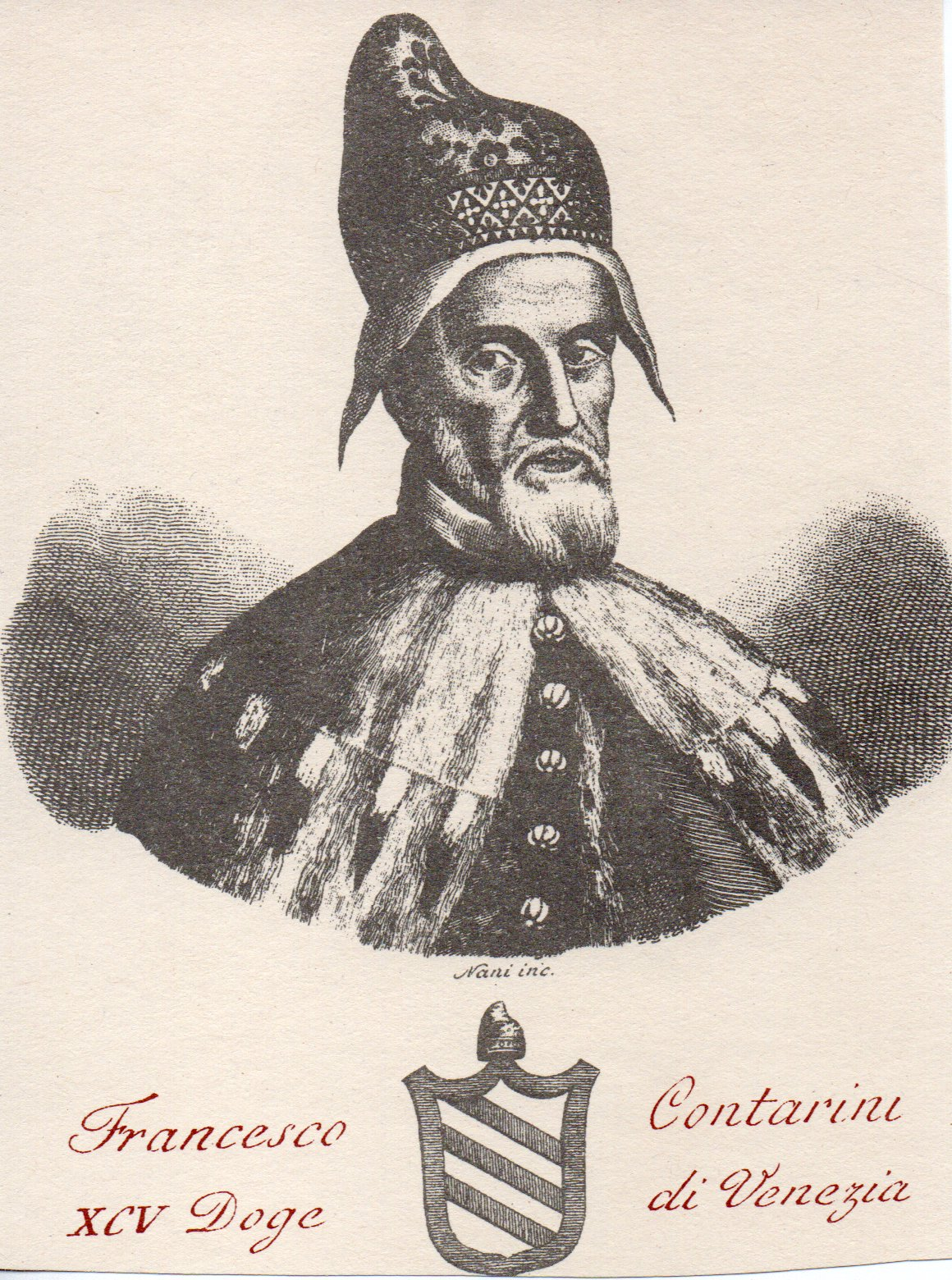
Doge Francesco Contarini, incisione